# Championnat du Maroc de football 1994-1995
Navigation
Botola
1993-1994 Botola
1995-1996
Le Championnat du Maroc de football 1994-1995 est la 67e édition du championnat du Maroc de football. Elle voit le sacre du CODM de Meknès pour la toute première fois de son histoire.

## Compétition

### Classement
Classement erroné. On retrouve plus de buts marqués qu'encaissés ce qui entraine une différence de but de - 7.
Si vous disposez d'informations vérifiés, votre aide serait très appréciés.
| Rang | Équipe                         | Pts | J  | G  | N  | P  | Bp | Bc | Diff |
| ---- | ------------------------------ | --- | -- | -- | -- | -- | -- | -- | ---- |
| 1    | CODM de Meknès P               | 66  | 30 | 10 | 16 | 4  | 27 | 20 | +7   |
| 2    | Centrale Laitière AS T F       | 65  | 30 | 12 | 11 | 7  | 30 | 20 | +10  |
| 3    | Kawkab de Marrakech            | 65  | 30 | 11 | 13 | 6  | 24 | 17 | +7   |
| 4    | FAR de Rabat                   | 65  | 30 | 12 | 11 | 7  | 32 | 25 | +7   |
| 5    | Wydad AC                       | 65  | 30 | 11 | 13 | 6  | 24 | 18 | +6   |
| 6    | AS Crédit Agricole P           | 63  | 30 | 10 | 13 | 7  | 29 | 25 | +4   |
| 7    | Renaissance de Settat          | 61  | 30 | 9  | 13 | 8  | 19 | 23 | -4   |
| 8    | Difaâ Hassani d'El Jadida      | 60  | 30 | 9  | 12 | 9  | 26 | 23 | +3   |
| 9    | Jeunesse sportive El Massira P | 60  | 30 | 7  | 16 | 7  | 18 | 19 | -1   |
| 10   | Mouloudia Club d'Oujda         | 59  | 30 | 9  | 11 | 10 | 25 | 23 | +2   |
| 11   | Raja CA                        | 59  | 30 | 8  | 13 | 9  | 22 | 21 | +1   |
| 12   | Chabab Mohammédia              | 59  | 30 | 9  | 11 | 10 | 19 | 22 | -3   |
| 13   | IR Tanger                      | 56  | 30 | 4  | 18 | 8  | 15 | 23 | -8   |
| 14   | KAC de Kénitra ↓               | 55  | 30 | 6  | 13 | 11 | 21 | 30 | -9   |
| 15   | FUS de Rabat CdT ↓             | 53  | 30 | 6  | 11 | 13 | 26 | 34 | -8   |
| 16   | Maghreb de Fès ↓               | 50  | 30 | 4  | 12 | 14 | 18 | 25 | -7   |

- Qualifié pour la Coupe des clubs champions africains 1996
- Qualifié pour la Coupe d'Afrique des vainqueurs de coupe 1996
- Qualifié pour la Coupe de la CAF 1996
- Relégué en Championnat du Maroc de football D2

Abréviations
T : Tenant du titre

V : Vice-champion 1993-1994

CdT : Vainqueur de la Coupe du Trône 1994-1995

P : Promus du Championnat du Maroc de football D2

D : Disparu.
Relégué: KAC de Kénitra, FUS de Rabat et Maghreb de Fès et Centrale Laitière AS (a cause de la fusion).
Promu: TAS de Casablanca, Moghreb de Tétouan, Olympique Club de Khouribga et Union de Sidi Kacem.
Les Forces Auxiliaires de Ben Slimane se sont relocalisés à Laâyoune et renommés Jeunesse sportive El Massira. (El Massira correspond à la "Marche verte" qui a pris place en 1975 avec la participation de 350,000 marocains non-armés pour revendiquer les provinces du Sud; territoire occupé par l’Espagne et dont la capitale est Laâyoune).
Notons aussi que le CODM de Meknès vient d'être promu lors de la saison 1993/94.

## Bilan de la saison
| Championnat du Maroc de football 1994-1995                        |                             |
| Champion                                                          | CODM de Meknès (1er titre)  |
| Coupes et trophées                                                |                             |
| Vainqueur de la Coupe du Trône 1994-1995                          | FUS de Rabat                |
| Qualifications continentales                                      |                             |
| Coupe des clubs champions africains 1996                          | CODM de Meknès              |
| Coupe d'Afrique des vainqueurs de coupe 1996                      | FUS de Rabat                |
| Coupe de la CAF 1996                                              | Kawkab de Marrakech C       |
| Promotions et relégations                                         |                             |
| Promus en Championnat du Maroc de football                        | Olympique Club de Khouribga |
| Promus en Championnat du Maroc de football                        | Union de Sidi Kacem         |
| Promus en Championnat du Maroc de football                        | Moghreb de Tétouan          |
| Promus en Championnat du Maroc de football                        | TAS de Casablanca           |
| Relégués en Championnat du Maroc de football de deuxième division | Maghreb de Fès              |
| Relégués en Championnat du Maroc de football de deuxième division | FUS de Rabat                |
| Relégués en Championnat du Maroc de football de deuxième division | KAC de Kénitra              |
| Relégués en Championnat du Maroc de football de deuxième division | Olympique de Casablanca F   |